# Estudios Buñuel
Los Estudios Buñuel fueron unos estudios de televisión propiedad de TVE entre 1988 y 2015, situados en Madrid, donde se encontraba el que en su momento fue el plató más grande de Europa con 2.400 m².

## Historia
Antiguamente fueron los Estudios Chamartín, en la década de los años treinta, luego en los sesenta pasaron a ser los Estudios Bronston de cine donde albergaron superproducciones cinematográficas como: La caída del Imperio romano, 55 días en Pekín o El fabuloso mundo del circo. En 1988, gracias a Pilar Miró, entonces directora general de RTVE, los inauguró como los Estudios Buñuel. Este centro de producción disponía de tres platós, el L-1 y el L-2 de 600 metros cuadrados y el L-3 de 2.400 metros cuadrados. Con las manos en la masa fue uno de los primeros programas que se hizo en estos estudios. En 1992 se grabó la serie El Quijote.

## Estudio L-3
El estudio L-3 o E-3 era hasta 2015 el segundo plató de televisión más grande de Europa, aunque en su día fue el más grande, con sus 2.500 metros cuadrados de extensión. En él se grabaron programas como Un, dos, tres... responda otra vez, El gran circo de TVE, ¿Qué apostamos?, Grand Prix del verano, Todo en familia, Viva el espectáculo, La noche de los castillos, los programas de Cruz y Raya, Tengo una pregunta para usted, 59 segundos o El disco del año entre otros. El 28 de diciembre de 2012 en la Gala Inocente, Inocente emitida en directo desde este estudio, se recordó algunos programas míticos de TVE que se grabaron en él.

## Programas
Galas y programas emitidos a partir de diciembre de 2012 desde estos estudios:
- Cine de barrio (L-1).
- Versión española (L-2).
- Solo Moda.
- 59 segundos (L-2).
- Fábrica de ideas (L-1).
- Bailando y cantando contigo (L-3).
- Alejandro Sanz. La música no se toca (L-3).
- Miguel Bosé. Papitwo (L-3).
- Gala Inocente, Inocente 2012 (L-3).
- ¡Feliz 2013! Gala de Nochevieja (L-3).
- Programa de mano (L-1).
- MasterChef España (L-3).
- El debate de La 1 (L-3).
- Torres y Reyes (L-1).
- MasterChef Junior España (L-3).
- Pablo Alborán. Especial de Navidad (L-3).
- Raphael. Mi gran noche (L-3).
- ¡Feliz 2014! Gala de Nochevieja (L-3).
- Alaska y Coronas (L-1).
- Debate cara a cara. Elecciones europeas 2014 (L-2).
- El gran debate. Elecciones europeas 2014 (L-2).
- Millennium (L-1).
- Pecadores Impequeibols (L-1).
- Órbita Laika (L-1).
- Telepasión 2014. Parte de tu vida (L-3).
- Serrat. Especial de Navidad (L-3).
- Bustamante. Especial de Navidad (L-3).
- Europa 2012-2014 (L-2).

## Clausura de los estudios

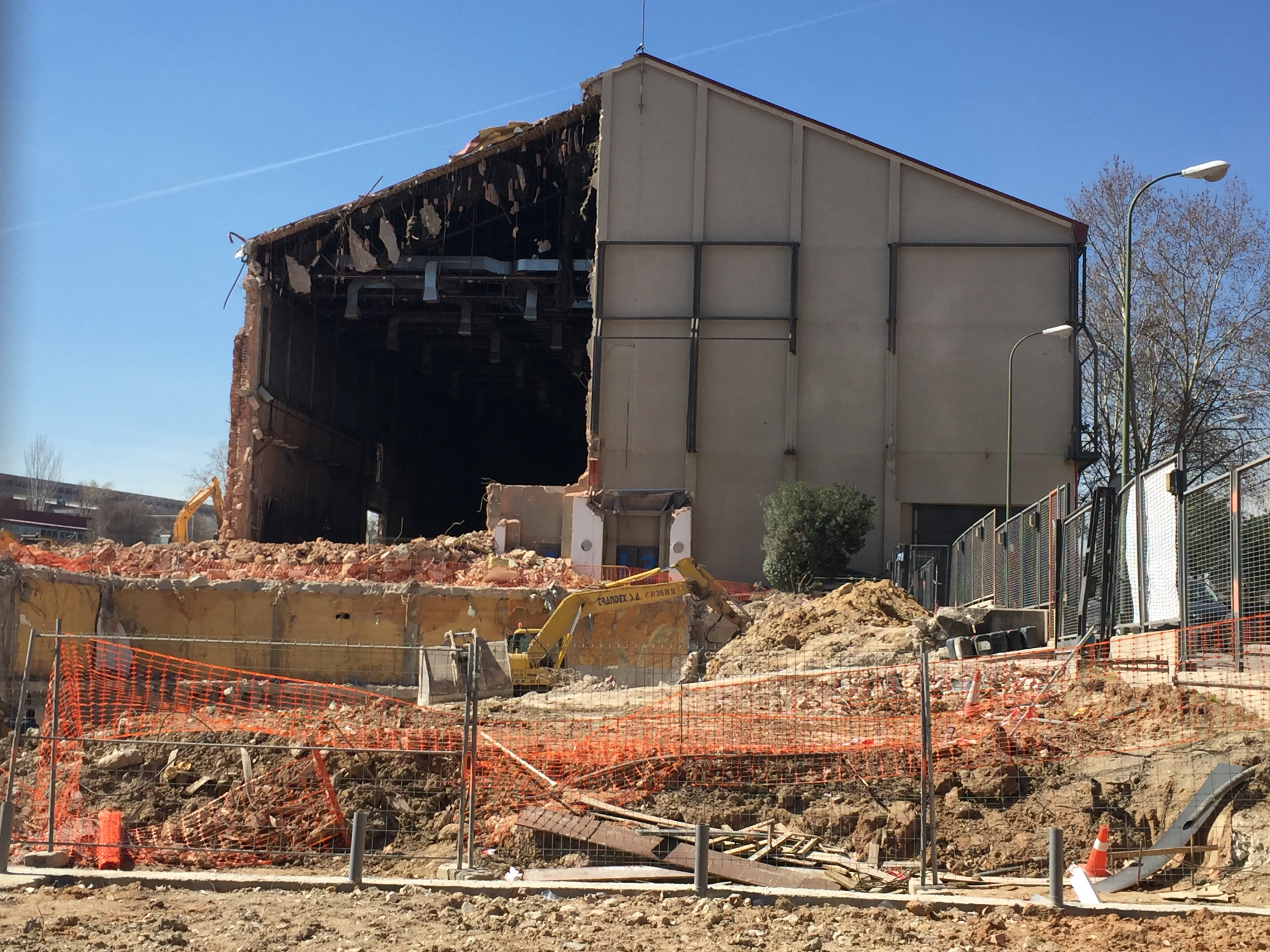
Demolición de los Estudios Buñuel, en la imagen sólo queda en pie el L-3.

RTVE cerró en noviembre de 2014 la venta de los Estudios Buñuel a Pryconsa por 35,27 millones de euros dentro de un plan de sostenibilidad de la Corporación RTVE. El último programa que se grabó en el estudio L-3 fue la tercera temporada de MasterChef España, mientras que la actividad cesó definitivamente el 31 de julio de 2015. Desde diciembre de 2015 se construyeron pisos de lujo en su lugar.
TVE decidió cerrar los Estudios Buñuel para trasladarlos a Prado del Rey, para así congregar toda su producción en un único sitio y ahorrar costes de desplazamiento. Pero además de construir nuevos platós en Prado del Rey, derribó los Estudios de Color (dentro de Prado del Rey) para construir nuevos platós más modernos. Y también tuvo que desamiantar los platós 1, 2 y 3.